# Épisodes des Jumelles s'en mêlent
Cet article présente le guide des épisodes de la série télévisée Les jumelles s'en mêlent.

## Épisode 1:Cherche jeune fille désespérément
- États-Unis : 25 septembre 1998
- France :

## Épisode 2:Les Cours particuliers
- États-Unis : 2 octobre 1998
- France :

## Épisode 3:Le Premier Baiser
- États-Unis : 9 octobre 1998
- France :

## Épisode 4:Premier Amour
- États-Unis : 16 octobre 1998
- France :

## Épisode 5:Une rupture programmée
- États-Unis : 23 octobre 1998
- France :

## Épisode 6:Le Grand Frisson
- États-Unis : 30 octobre 1998
- France :

## Épisode 7:Le Cœur en morceaux
- États-Unis : 6 novembre 1998
- France :

## Épisode 8:Ma meilleure amie
- États-Unis : 13 novembre 1998
- France :

## Épisode 9:Super mannequins
- États-Unis : 20 novembre 1998
- France :

## Épisode 10:Les Jumelles à la lorgnette
- États-Unis : 27 novembre 1998
- France :

## Épisode 11:Un Noël mouvementé
- États-Unis : 11 décembre 1998
- France :

## Épisode 12:La Boom
- États-Unis : 8 janvier 1999
- France :

## Épisode 13:Séparation
- États-Unis : 15 janvier 1999
- France :

## Épisode 14:L’Ex-petit ami
- États-Unis : 29 janvier 1999
- France :

## Épisode 15:Ah, les hommes!
- États-Unis : 12 février 1999
- France :

## Épisode 16:Carrie s’installe
- États-Unis : 19 février 1999
- France :

## Épisode 17:Jalousie
- États-Unis : 26 février 1999
- France :

## Épisode 18:L’Oncle Matt
- États-Unis : 12 mars 1999
- France :

## Épisode 19:Drôles de couples
- États-Unis : 19 mars 1999
- France :

## Épisode 20:Rupture
- États-Unis : 26 mars 1999
- France :

## Épisode 21:Bonnes vacances
- États-Unis : 2 avril 1999
- France :

## Épisode 22:La Folle Journée de Kevin Burke
- États-Unis : 9 juillet 1999
- France :